# Jet (відеогра)
Jet — відеогра - симулятор бойового польоту, спочатку опублікована в 1985 році компанією Sublogic. Гра була випущена в 1985 році для MS-DOS і Commodore 64, 1986 році для Apple II, 1988 році для Atari ST і Amiga і 1989 році для Macintosh і NEC PC-9801.
Оновлена версія під назвою Jet 2.0 була випущена для MS-DOS у 1987 році.

## Геймплей
Jet легше керувати, ніж Flight Simulator II, і він сумісний із його дисками декорацій. Гравець може вибрати F-16 Fighting Falcon для наземних місій або F/A-18 Hornet для місій, які починаються в морі з авіаносця. Гравець також може практикувати польоти та фігури вищого пілотажу в режимі «вільного польоту», битися з радянськими МіГами, завдавати ударів по наземних або морських цілях або дивитися демонстрацію. Для будь-якого режиму бою гравець може вибрати, які ракети та бомби матиме літак.
Більшість індикаторів на справжньому реактивному винищувачі присутні в Jet: висотомір, курс, завантаження рами, стан передач, стан гальм, рівень палива, радар, орієнтація та дальність. Гравець може вмикати та вимикати деякі з них. Елементи керування складаються з джойстика або цифрової клавіатури для керування та інших клавіш для керування вибраними додатковими індикаторами, шасі, зброєю та кнопкою катапультування. Можна вибрати різні ракурси - вид з диспетчерської вежі замість кабіни літака.

## Рецепція
Jet була другою найбільш продаваною грою Sublogic для Commodore 64 станом на кінець 1987 року.  Описуючи її як «висококласну, більш дружню версію Flight Simulator, газета Compute!» у 1986 році сказала, що версія Commodore 64 була «чудовою комп’ютерною грою, яка робить те, що вміє найкраще, і дозволяє вам трохи розважитися»  Обчислити! у 1987 році схвально відгукнувся про версію Jet для Apple II та її чудову графіку, але розкритикував низьку продуктивність, повідомивши, що вона «дуже повільно» оновлювала дисплей. 
Computer Gaming World назвав Jet «більшою грою», ніж F/A-18 Interceptor, який журнал описав як «іграшку»... ви граєте в гру, ви граєте з іграшкою». Рецензент рекомендував обидва.  В огляді військових ігор 1994 року журнал дав назві одну зірку плюс із п’яти, описуючи бій як «посередній». 